# Anne Trabant-Haarbach
Anne Trabant-Haarbach (* 1. Januar 1949 als Anne Haarbach) ist eine ehemalige deutsche Fußballspielerin und -trainerin.

## Karriere

### Vereine
Anne Haarbach wuchs in Emlichheim auf und spielte in ihrer Kindheit auf dem Bolzplatz Fußball, durfte aber in der örtlichen Vereinsmannschaft der Jungen nicht antreten, da der Deutsche Fußball-Bund Frauenfußball nicht gestattete. Sie spielte deshalb zunächst Handball und betrieb Leichtathletik; später gründete sie in ihrer Heimatgemeinde die Frauen-Handballabteilung des Sportvereins. Als sie 1969 mit ihrem Studium an der Universität Mainz begann, reagierte sie auf ein Werbeplakat von Mainz 1817.
Von nun an entwickelte sich Haarbach zu einer herausragenden Technikerin und gilt als eine der besten Spielerinnen ihrer Generation. Von Mainz wechselte sie zum TuS Wörrstadt. Mit dem Verein gewann sie 1973 den Gold Cup bei der ersten, noch inoffiziellen Deutschen Meisterschaft und wurde 1974 auch erster offizieller Deutscher Meister im Frauenfußball. Im Finale verschoss sie beim Endstand von 4:0 einen Foulelfmeter.
In der folgenden Saison wechselte Trabant-Haarbach, mittlerweile verheiratet, als Spielertrainerin zum Bonner SC und wurde 1975 wieder Deutsche Meisterin. Ihren Lebensunterhalt verdiente sie als diplomierte Sportlehrerin an einer öffentlichen Schule, wie auch die Mitspielerinnen den Fußball als Hobby betrieben, da die Vereine nur einen Fahrtkostenersatz zahlten. Ihren nächsten Meistertitel gewann sie zwei Jahre später, nachdem sie als Spielertrainerin zur SSG 09 Bergisch Gladbach gewechselt war. Der Verein wurde unter ihrer Führung zum besten deutschen Team, das den deutschen Frauenfußball für knapp ein Jahrzehnt dominieren sollte. Weitere fünf Titel folgten in den Jahren 1979 bis 1983. In den Jahren 1981 und 1982 gewann der Verein auch die beiden ersten Endspiele um den DFB-Pokal. Sie wurde 1984 als Trainerin Meisterin, 1986 unterlag sie mit den Bergisch Gladbacherinnen im Finale gegen den FSV Frankfurt. Zwei weitere Meistertitel folgten mit einer verjüngten Mannschaft 1988 und 1989. Im Januar 1992 beendete sie ihre Tätigkeit als Trainerin.

### Nationalmannschaft
1981 wurde Trabant-Haarbach zu einem Treffen mit Egidius Braun, Horst R. Schmidt und Gero Bisanz eingeladen. Thema war die Gründung einer Frauennationalmannschaft. Der DFB unterhielt keine Nationalmannschaft der Frauen, hatte aber eine Einladung zu einer inoffiziellen Weltmeisterschaft nach Taiwan vorliegen. Zu dieser wurde zunächst behelfsweise noch die SSG 09 Bergisch Gladbach mit ihrer Spielertrainerin Trabant-Haarbach geschickt, die das Turnier zur großen Überraschung auch gewann. Nun wurde während dieses Gespräches die Gründung der deutschen Frauennationalmannschaft beschlossen. Bisanz wurde ihr erster Trainer, da der DFB Frauen diese Funktion nicht zutraute. Trabant-Haarbach bestritt die ersten acht Länderspiele, einschließlich des ersten am 10. November 1982 in Koblenz ausgetragenen beim 5:1-Sieg über die Schweizer Nationalmannschaft. Ihren letzten Einsatz als Nationalspielerin bestritt sie am 22. Oktober 1983 in Brüssel beim 1:1-Unentschieden gegen die Nationalmannschaft Belgiens. 1984 war sie Trainerin der Mannschaft der SSG 09 Bergisch Gladbach, als diese erneut das inoffizielle WM-Turnier in Taiwan gewann.

### Abseits des Fußballplatzes
Trabant-Haarbach gehörte seit 1983 dem Redaktionskollegium der Fachzeitschrift Fußballtraining an.

## Erfolge
- als Spielerin
  - mit dem TuS Wörrstadt: Deutscher Meister 1974
- als Spielerin und Trainerin
  - mit dem Bonner SC: Deutscher Meister 1975
  - mit der SSG 09 Bergisch Gladbach: Deutscher Meister 1977, 1979, 1980, 1981, 1982, 1983; DFB-Pokal-Sieger 1981, 1982
- als Trainerin
  - mit der SSG 09 Bergisch Gladbach: Deutscher Meister 1984, 1988, 1989

## Auszeichnung
- 2022: Aufnahme in die Hall of Fame des deutschen Fußballs[7]